# لاینزگیت
شرکت سرگرمی لاینز گیت (به انگلیسی: Lions Gate Entertainment Corporation) با نام تجاری لاینزگیت، شرکتی کانادایی است که در ۳ ژوئیهٔ ۱۹۹۷ در ونکوور کانادا تشکیل شد، ولی دفتر مرکزیِ آن هم‌اکنون در شهر سنتا مونیکا، کالیفرنیا قرار دارد. از فیلم‌های مشهور این کمپانی می‌توان از مجموعه‌ فیلم‌های اره و بی‌مصرف‌ها و  جان ویک نام برد.

## فیلم
فیلم «دیوانهٔ آمریکایی» محصول سال ۲۰۰۵ اولین فیلم موفق لاینزگیت در باکس‌آفیس بود. از محصولات مشهور دیگر می‌توان به مستند مایکل مور به نام فارنهایت ۹/۱۱ نام برد که تا سال ۲۰۱۲ پرفروش‌ترین فیلم شرکت محسوب می‌شد.
لاینزگیت معمولاً به ندرت در تهیه فیلم‌ها با شرکت‌های دیگر همکاری می‌کند و تاکنون در معدود مواردی با پارامونت پیکچرز، یونایتد آرتیستز و فاکس قرن بیستم همکاری داشته است.

## پیوندها
- وب‌گاه رسمی